# Muzeum Miasta Łodzi
Muzeum Miasta Łodzi (do 2009 Muzeum Historii Miasta Łodzi) – samorządowa instytucja kultury miasta, z siedzibą w jednym z najbardziej okazałych budynków miasta, w dawnym pałacu łódzkiego fabrykanta Izraela Poznańskiego przy ul. Ogrodowej. Ta rezydencja jest wizytówką Łodzi i świadectwem jej znaczenia w XIX wieku. Wystrój sal pałacu ma charakter neostylowy, charakterystyczny dla sztuki przełomu XIX i XX wieku, przy jednoczesnym zastosowaniu elementów dekoracji secesyjnej.
Pałacowe wnętrza są elementami ekspozycji muzealnych, które przedstawiają życie znaczących dla miasta osób, dzieła sztuki i przedmioty użytkowe. Wystawy ukazują historię i kulturę Łodzi oraz jej wybitnych mieszkańców, związanych z muzyką, literaturą, teatrem i plastyką.

## Wystawy stałe
Panteon Wielkich Łodzian:
- Marek Edelman – Gabinet Marka Edelmana
- Jan Karski – Gabinet prof. Jana Karskiego
- Jerzy Kosiński - Życie jak bestseller
- Artur Rubinstein – Galeria Muzyki Artura Rubinsteina
- Julian Tuwim – Gabinet Juliana Tuwima

Inne:
- Między salonem a sypialnią. Buduar pani domu
- Filmowy kantor Ziemi obiecanej
- Makieta Zaginionego Kwartału
- Na wspólnym podwórku
- Pokój orientalny
- Salonik Pani Domu
- Jadalnia rodziny Poznańskich
- Sala arkadowa
- Sala lustrzana
- Wielka Sala Jadalna
- Hall

## Dyrektorzy
- Antoni Szram (1975–1988)
- Ryszard Czubaczyński (1988–30 września 2011)[4]
- Małgorzata Laurentowicz-Granas (1 października 2011–15 lipca 2016)[5][6][7][8]
- Maja Jakóbczyk (p.o., 16 lipca 2016–31 grudnia 2016)[9][10]
- Barbara Kurowska (1 stycznia 2017–15 lipca 2020)[11][12][13]
- Sławomir Mikołajczyk (p.o., 16 lipca 2020–15 lipca 2021)[14]
- Magda Komarzeniec (od 16 lipca 2021)[15][16]

## Oddziały muzeum

### Oddział Sportu i Turystyki
Wystawa „Szybciej, wyżej, mocniej” do obejrzenia w Akademickim Centrum Sportowo-Dydaktycznym Politechniki Łódzkiej „Zatoka Sportu” przy al. Politechniki 10.

### Muzeum Kanału „Dętka”
Muzeum Kanału „Dętka” mieści się we fragmencie łódzkich kanałów pod placem Wolności.

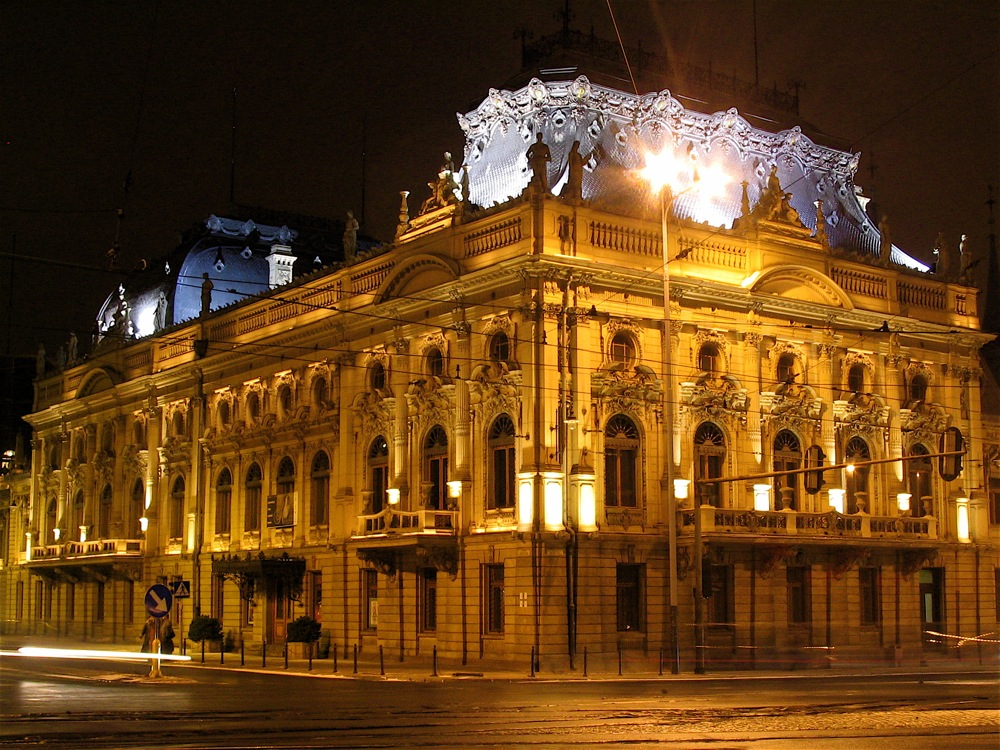
Pałac Izraela Poznańskiego nocą
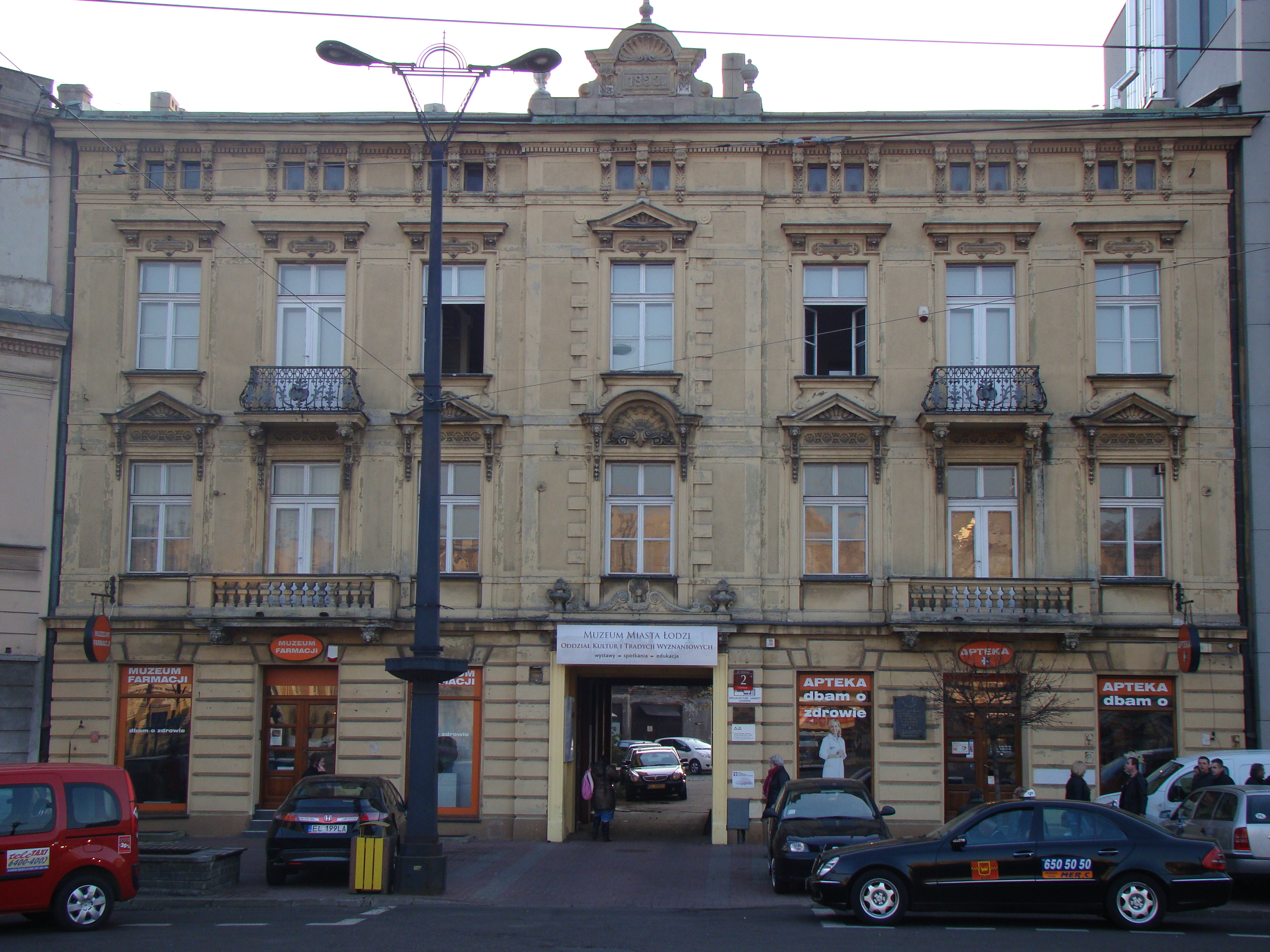
Kamienica przy pl. Wolności 2
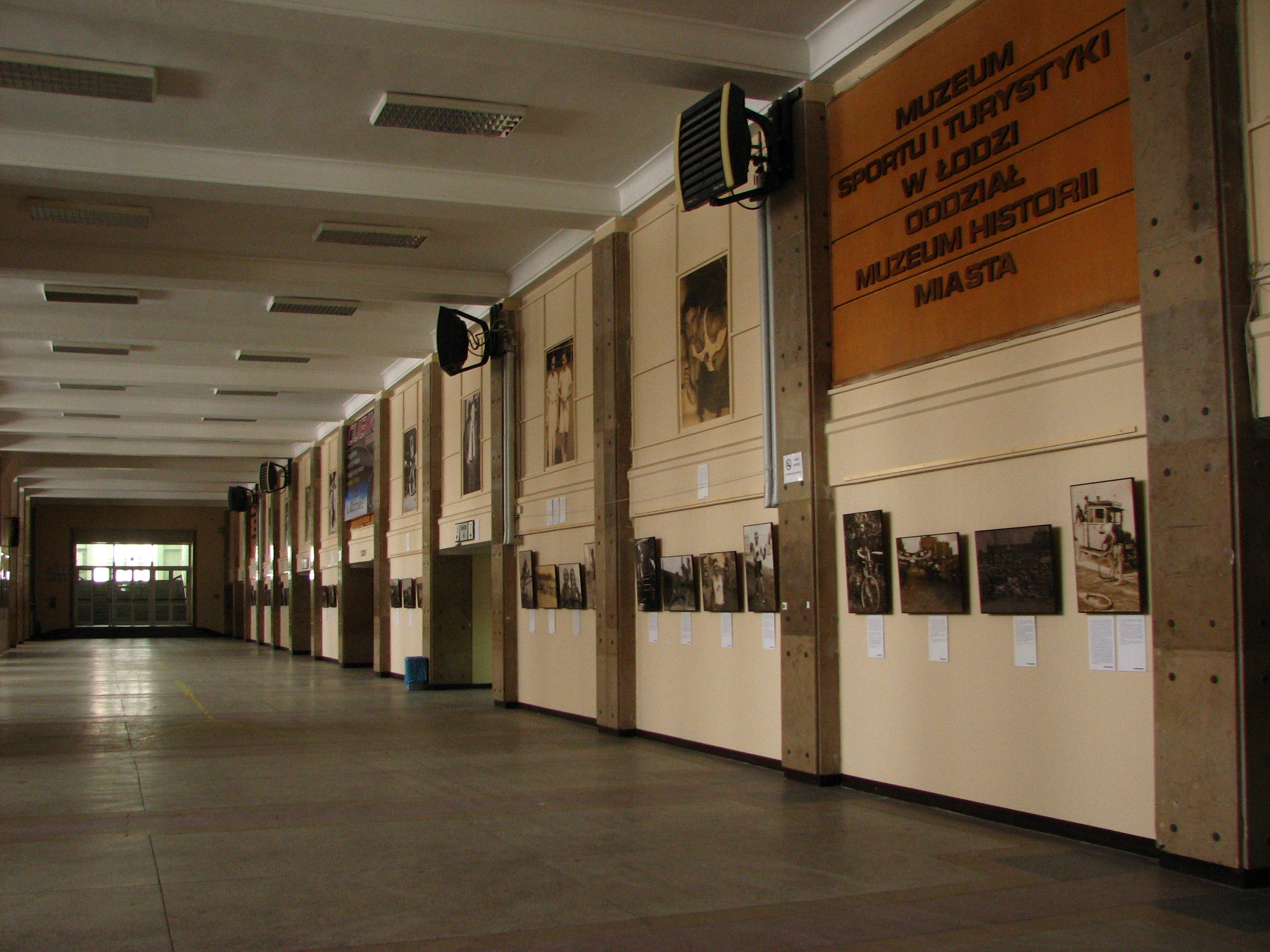
Muzeum Sportu w Łodzi (dawna siedziba przy ulicy ks. Skorupki 21)
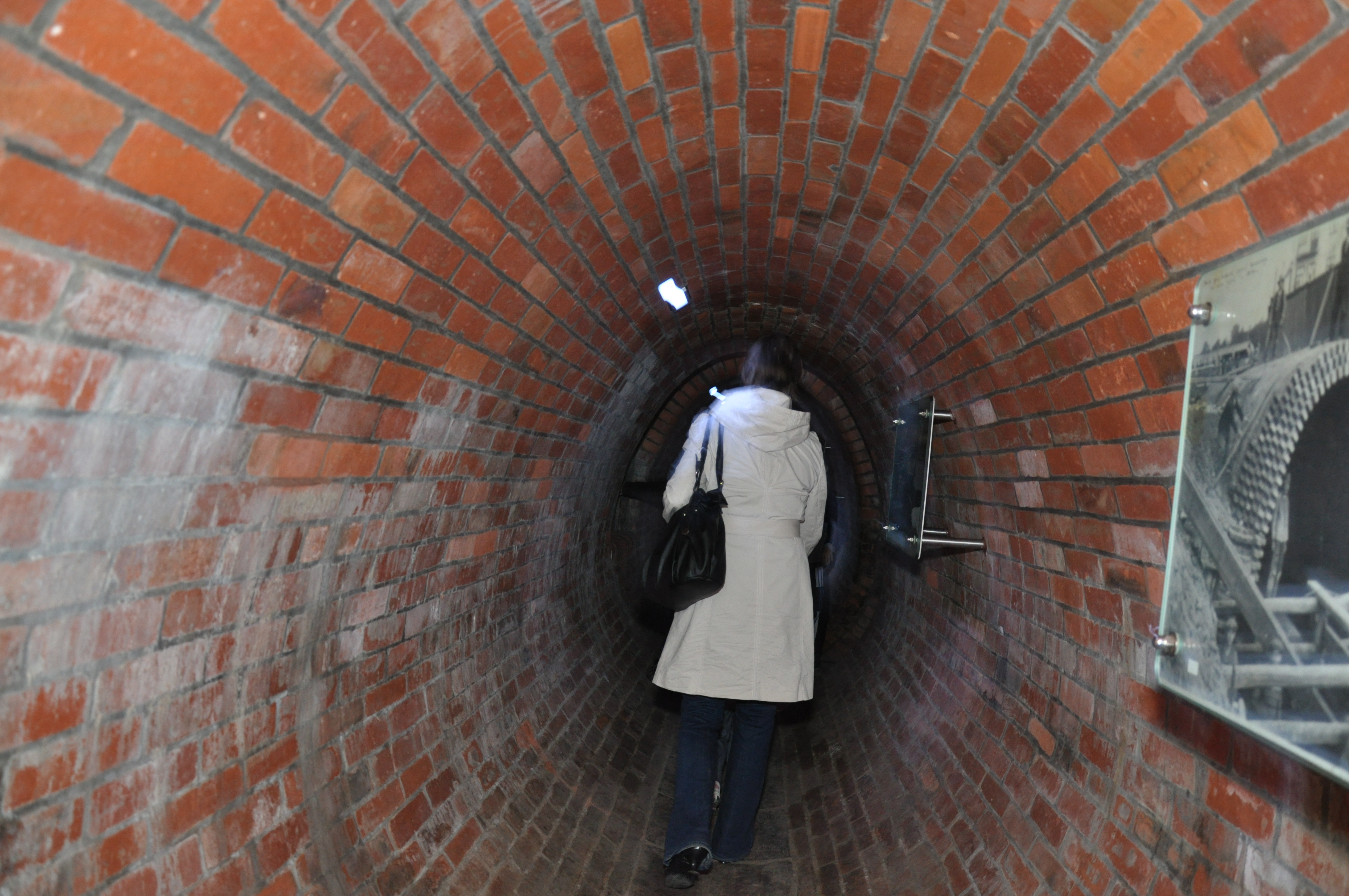
Wycieczka pod placem Wolności